# 제5시설단
제5시설단(일본어: 第5施設団 다이고시세쓰단[*], 영어: JGSDF 5th Engineer Brigade)는 육상자위대 서부방면대 예하 시설단이다.

## 역사
1961년 8월 17일, 제106, 108시설대대를 편성한 제2시설군, 미야코노조 주둔지의 제305지구시설대, 유후인 주둔지의 제314지구시설대, 구니부 주둔지의 제315지구시설대를 예속받아 제5시설단가 창설되었다.
1964년 8월 12일, 제3시설단 제302가교중대가 전속하였다.
1966년 2월 21일, 오고리 주둔지의 제2시설군 본부와 고쿠라 주둔지의 제108시설대대가 새로 개설된 이즈카 주둔지로 이사하였다. 
1973년 8월, 시설단 편제 변경에 따라 제106시설대대가 제305지구시설대와 병합되어 제9시설군이 되고, 제108시설대대는 제314지구시설대와 병합하여 제2시설군 예하중대로 재편성되었다. 제302가교중대는 제103시설기재대로 개편, 제315지구시설대는 단 직할부대가 되었다.
1981년 8월, 제9시설군 제305덤프차량중대가 단 직할부대가 되었다.
1989년 3월, 지구시설대 편제의 폐지에 따라 제315지구시설대가 해체되었다.
2000년 3월 28일, 제2시설군 예하에 제304갱도중대가 창설되었다.
2003년 3월 27일, 제2시설군의 예하부대가 기능별중대로 개편되고 후방지원체제이행에 따라 정비부문이 서부방면후방지원대 제103시설직접지원대대로 넘어갔다.
2005년 3월 28일, 제9시설군의 예하부대가 기능별중대로 개편되었다.
2008년 3월 26일, 제4시설군의 제303수해재해중대가 제9시설군으로 전속하였다.
2011년 8월부터 이듬해 2012년 3월까지 제9시설군이 유엔 아이티 안정화 미션를 위한 제5차 아이티 국제구조대로서 파견되었다.
2013년 3월 26일, 제9시설군의 제303수해재해중대가 단 직할부대가 되고, 제373,374시설중대가 병합되어 제391시설중대로 재편성되었다.。
2017년 3월 27일, 제4시설단 예하 제365, 366시설중대가 병합되어 제401시설중대로 재편성었다.
2018년 3월 27일 제5시설단과 제4, |8사단 시설대대와 일부부대가 차출되어 수륙기동단의 시설중대가 되었다.

## 편성
- 단 본부 및 본부중대 - 오고리 주둔지
- 제2시설군 - 이즈카 주둔지
  - 군 본부 및 본부관리중대
  - 제367시설중대
  - 제368시설중대 - 유후인 주둔지
  - 제401시설중대
  - 제304갱도중대
- 제9시설군 - 오고리 주둔지
  - 군 본부 및 본부관리중대
  - 제375시설중대
  - 제376시설중대 - 미야코노조 주둔지
  - 제391시설중대
- 제103시설기재대 - 오고리 주둔지
- 제303수해재해중대 - 오고리 주둔지
- 제305덤프차량중대 - 오고리 주둔지

## 계보
- 1961년 8월 17일
  - 일본어: 第5施設団 다이고시세쓰단[*]
  - 영어: JGSDF 5th Engineer Brigade

## 참고
1. ↑  “広報誌 鎮西” (일본어) (562号). 西部方面隊. 2013년 4월 30일. 2019년 8월 27일에 확인함.